# Fräulein Phyllis
Fräulein Phyllis ist ein Film aus dem Jahr 2004 von Clemens Schönborn, der auch das Drehbuch schrieb. Er kam am 17. Dezember 2004 in die österreichischen Kinos.

## Handlung
Die Tagediebin Phyllis, eine Frau in den Vierzigern, lebt bei ihrer Mutter, mit der sie in Hassliebe verbunden ist. Sie lernt den Schauspieler Henry kennen, der in einer Ärzte-Soap als Nebendarsteller sein Dasein fristet. Der Mutter gegenüber gibt sie ihn als Gynäkologen aus. Als sie Henry besuchen will, überfährt sie nach einer spontanen Knutscherei versehentlich den Hauptdarsteller, sodass Henry in der Soap aufsteigen kann und ein Verhältnis mit der Hauptdarstellerin Doris anfängt.
Als Phyllis und ihre Mutter Henry und Doris beim Küssen beobachten, verfolgen die beiden Doris und es kommt zu einem Zwischenfall, bei dem Doris von Henry überfahren wird. Henry steigt aus der Soap aus und wird erfolgloser Straßenmusiker; Phyllis vertuscht den Todesfall.
Aus Rachegelüsten gegenüber Phyllis, die zwischenzeitlich auch den Besitzer des Unglückswagens mittels untergeschobener Drogen in eine malaysische Todeszelle befördert hat, manipuliert Henry die Bremsanlage des Volvo, der von Phyllis und ihrer Mutter gemeinsam genutzt wird. Hierbei gerät er in einen Streit mit einem neugierigen Passanten, der ihn in weiterer Folge mit einem Fausthieb niederstreckt. Da Henry sich nach dem Vorfall nicht vom Auto entfernt hat, wird er jedoch von Phyllis’ Mutter, die mit dem Wagen zur Polizei fahren will, aufgelesen und mitgenommen. Den anschließenden Unfall überlebt die Mutter nicht, Henry liegt von da ab im Wachkoma und Phyllis erbt und ist glücklich. Die Polizei, die den Tod des ehemaligen Hauptdarstellers untersucht, kommt zu dem Schluss, dass Phyllis’ Mutter ihn verursacht hat.

## Rezeption
Für das Lexikon des internationalen Films ist Fräulein Phyllis „eine von überzeugenden Darstellern getragene schwarze Fernseh-Komödie, die hintergründig-böse unterhält.“ Für Isabella Reicher vom Standard „lässt der Film zu viele Wünsche offen.“

## Hintergrund
Der Film wurde in Wien gedreht. In Deutschland wurde er am 28. August 2007 zuerst bei ARTE gezeigt.